# Diane James
Diane James (ur. 20 listopada 1959 w Bedford) – brytyjska polityk, przedsiębiorca i działaczka samorządowa, posłanka do Parlamentu Europejskiego VIII kadencji, w 2016 lider Partii Niepodległości Zjednoczonego Królestwa (UKIP).

## Życiorys
Ukończyła studia z zakresu biznesu i turystyki na Thames Valley University. Pracowała w przedsiębiorstwach z branży farmaceutycznej i zajmujących się opieką zdrowotną, zakładając w latach 80. własną działalność gospodarczą. W 2006 została jako niezależna wybrana do rady w Waverley, utrzymując później mandat radnej w kolejnych wyborach. Przystąpiła następnie do Partii Niepodległości Zjednoczonego Królestwa. Kandydowała z jej ramienia w 2012 w wyborach uzupełniających do Izby Gmin w okręgu wyborczym Eastleigh.
W wyborach europejskich w 2014 z ramienia UKIP uzyskała mandat eurodeputowanej VIII kadencji. 16 września 2016, po wygraniu partyjnych wyborów, objęła funkcję lidera swojego ugrupowania, zastępując Nigela Farage'a. Zrezygnowała jednak 4 października 2016, motywując to brakiem wystarczającego autorytetu w partii, a także brakiem wsparcia ze strony części liderów UKIP. W listopadzie tego samego roku wystąpiła również z partii, a w 2019 dołączyła do Brexit Party.